# حمزة حسين
حمزة حسين (مواليد 1976) هو رياضي عراقي في رياضة التجديف. شارك كثنائي تجديف مع حيدر نوزاد في الألعاب الأولمبية الصيفية 2008 في بكين عندما رفضت كوريا الشمالية إرسال مجدفين وأعيد توزيع الدعوة على العراق.
حسين تنافس في دورة الألعاب الآسيوية 2010. قبل المباريات هو وغيره من أعضاء فريق التجديف العراقي قضوا شهرا في الولايات المتحدة حيث تدربوا مع فرق الولايات المتحدة المتنافسة في الدورة.

## روابط خارجية
- حمزة حسين على موقع الاتحاد الدولي للتجديف (الإنجليزية)
- حمزة حسين على موقع الاتحاد الدولي للتجديف (الإنجليزية)
- حمزة حسين على موقع أوليمبيديا (الإنجليزية)
- حمزة حسين على موقع أوليمبيديا (الإنجليزية)